# Особняк Субботина-Шихобалова
Особняк Субботина-Шихобалова — памятник архитектуры XIX века в Самаре, на улице Алексея Толстого, дом 3. Объект культурного наследия федерального значения.
Здание в стиле неоренессанс построено в 1878—1881 годах по проекту Виктора Александровича Шрётера. Заказчиком и первым владельцем был самарский купец Петр Семёнович Субботин. В 1884—1890 здание приобрёл Антон Николаевич Шихобалов.

## История
Дворовое место, на котором расположен дом, в документах XIX века Самарской городской управы значилось по улице Казанской (с 1932 года — ул. Обороны, с 1983 г. — ул. Алексея Толстого) в 3-м квартале 1-й полицейской части города Самары. Почти 30 лет, с 1864 года по 1893 год, оно принадлежало купеческой семье Субботиных.
Большая усадьба Субботиных по Казанской улице до 1883 года по окладным и расчётным книгам налога с недвижимости значилась за Е. В. Субботиной. Но с 1878 года прошения на строительные работы поступали в управу от имени Петра Семёновича Субботина, в которых он объявлял себя собственником усадьбы. В 1878 года П. С. Субботин подал прошение в городскую управу, в котором просил разрешить ему построить каменные службы на «собственном» месте в 3 квартале по ул. Казанской. На следующий год (16 июля 1879 года) в управу поступило прошение от торгового дома Субботиных на «постройку и перестройку в строениях дома нашего находящегося в 1-й части по Казанской улице в 3 квартале».
Автором проекта был петербургский архитектор В. А. Шрётер, победивший в конкурсе, проводимом Петербургским обществом архитекторов в 1877 году. Проект Шрётера был опублкован в столичном журнале «Зодчий», а также вместе с другими конкурсными проектами дома-особняка П. С. Субботина помещен в знаменитую и объёмную «Архитектурную энциклопедию второй половины XIX века» Г. В. Барановского.

Проект особняка Субботина-Шихобалова, размещенный в «Архитектурной энциклопедии второй половины XIX века». Главный и поперечный фасад

Проект в «Архитектурной энциклопедии второй половины XIX века». Боковой фасад

Первоначально на первом этаже размещалась контора торгового дома Субботиных, а на втором этаже покои Андрея Субботина, его жены Елизаветы и их детей, а также рабочий кабинет, отделанный красным деревом и мрамором, и спальня Петра Семёновича.
Вскоре после завершения строительства, в 1880 году дом был сдан в аренду Губернской канцелярии, с размещением в нём квартиры губернатора.
В 1893 г. торговый дом Субботиных был признан несостоятельным, и вся недвижимость выставлена на торги. В 1894 г. в окладных книгах собственником дома № 3 по ул. Казанской вместе с земельным участком значится самарский купец Антон Николаевич Шихобалов. После смерти Антона Николаевича Шихобалова владелицей особняка стала его младшая дочь — Екатерина Антоновна (в замужестве Курлина).
Шихобаловы сдавали особняк различным предприятиям, в том числе под фирменный магазин, склад и контору местного отделения коньячно-водочного магната Шустова и Управление Самаро-Златоустовской железной дороги.
С 1906 по 1910 годы Шихобаловы, проведя реконструкцию здания, сдали особняк под резиденцию самарских губернаторов Д. И. Засядько, И. Л. Блока, В. В. Якунина. Именно из-за этого особняк назывался в литературе «Дом губернатора». Засядько, заселившись в новый особняк, уже через месяц был снят с должности самарского губернатора. Следующим губернатором стал Иван Львович Блок, который расположился в особняке так: первые два этажа отводились под присутствие и канцелярию, третий (чердачный) был предназначен для обслуживающего персонала.
Владимир Васильевич Якунин прожил здесь до августа 1910 года. Стараниями супруги Якунина квартира губернатора в особняке А. Н. Шихобалова стала одним из центров светской жизни Самары. На приёмах и вечерах здесь, в одном из красивейших особняков города, собирался цвет самарского общества.
После в особняке недолго проживал Николай Васильевич Протасьев. После него в доме жил Андрей Афанасьевич Станкевич, затем князь Лев Львович Голицын.
Во время Первой мировой войны в здании был лазарет № 6.
В советское время в особняке разместили «дворец инвалидов», при котором работала школа ликбеза. После Великой отечественной войны объект перешёл в распоряжение военного ведомства[уточнить] и использовался в качестве гостиницы.
Позже, в здании было заводоуправление Механического завода № 1 — позднее он стал Заводом клапанов[уточнить]. Затем особняк был передан Куйбышевскому электро-механическому заводу (ФГУП «Самарский электро-механический завод») под административный корпус.
В 1999 году здание особняка перешло в собственность Самарской области.

## Архитектурные особенности

Улица Казанская. Лазарет № 6 для раненных на фронтах Первой Мировой

Здание трёхэтажное, кирпичное с подвалом. Планировка помещений коридорно-анфиладная. В центре второго этажа — главный двухсветный зал с антресолями для оркестра.
Фасад выполнен со стилевыми чертами архитектуры «ренессанса». По западному и северному фасадам стены облицованы цементными плитами, по другим фасадам оштукатурены и окрашены.
Главный фасад по бокам отмечен двумя ризалитами. В них располагаются входы: в левом в служебные помещения, в правом в парадные части здания. В центральной части расположен широкий балкон. Входные двери отмечены картушами.
Первый этаж здания рустован кладкой из объёмных цементных блоков, второй из гладких. Рустованы также и угловые части ризалитов.
Оконные проёмы первого этажа прямоугольные с замковым камнем. Окна второго этажа центральной части прямоугольные с замком в виде растительного орнамента и с прямым сандриком, опирающимся на пилястры. Подоконные ниши отмечены имитацией балюстрады.
Окна второго этажа ризалитов и северного фасада отмечены сандриком на три окна с лучковой бровкой, пилястрами и полуколоннами. Центральная часть главного фасада отмечена широким балконом, четыре кронштейна и ограждение балкона утрачены, плита балкона находится в аварийном состоянии.
Широкий фриз отмечен каннелированными кронштейнами с капителями, прямоугольными окнами второго света парадного зала, циркульными окнами, обрамлёнными иониками, помещений третьего этажа и чердака, растительным орнаментом и пояском из иоников.
Венчающий карниз с сухариками, оформленными листом аканта. В центральной части главного фасада над венчающим карнизом имеется аттик со скульптурной группой: щит с гербом хозяина и две сидящие по бокам фигуры.
Декоративно-художественная отделка интерьеров объекта культурного наследия:
- парадная лестница и главный зал — отделка выполнена в стиле ренессанс,
- гостиные — отделка выполнена в стиле барокко,
- будуары — отделка выполнена в стиле рококо,
- столовая — отделка выполнена в русском стиле с лепниной в виде резьбы по дереву,
- художественная бронзовая скобянка.

Лестницы:
- парадная лестница железобетонная, оформлена мраморными проступями и мраморным резным ограждением. Полы лестничных клеток облицованы первоначальной керамической плиткой. Оформление стен и потолка: люнеты в распалубках, отмеченные пояском из розеток; пояски из иоников и розеток по периметру помещения; прямоугольные ниши с замковым камнем; барельефы с женским профилем[7].

## В настоящее время
- Здание включено в Единый государственный реестр объектов культурного наследия (памятников истории и культуры) народов Российской Федерации[8].
- В 2012 году Правительство Самарской области утвердило границы зон охраны, режимы использования земель для объектов культурного наследия федерального значения, куда было включено здание Особняк Субботина-Шихобалова[9].
- В июне 2014 года при при губернаторе Самарской области состоялось заседание межведомственной комиссии на котором было принято решение:

В этом году будет подготовлен проект реконструкции (с реставрацией) и приспособления для современного использования объекта культурного наследия федерального значения «Особняк Субботина-Шихобалова». Совместно с министерством культуры были проработаны предложения сделать данное здание и прилегающую к нему территорию объектом общественно-культурной жизни обновляемого центра города Самары и Самарской области. Особняк будет приспособлен для организации камерных концертов классической музыки, мероприятий Клуба почётных граждан Самарской области, благотворительных вечеров, аукционов, выступлений танцевальных коллективов, проведения особо значимых для региона мероприятий, а также рассматривается возможность размещения в нем современной интерактивной библиотеки.
— Пресс-служба Правительства Самарской области
- В 2015 году ООО «Институт „Ленгипрогор“» подготовило проект реновации территории с реставрацией особняка Субботина-Шихобалова и приспособление его для современного использования. Здание предполагалось использовать для организации камерных концертов классической музыки, мероприятий Клуба почётных граждан Самарской области, благотворительных вечеров, а также для размещения современной интерактивной библиотеки[11].
- В 2021 году особняк Субботина-Шихобалова утверждеён в качестве предмета охраны Управления государственной охраны объектов культурного наследия Самарской области[12].
- В 2023 году Управление государственной охраны объектов культурного наследия утвердило границы территорий объектов культурного наследия федерального значения[13].
- В 2023—2024 годах здание включалось в перечень объектов, по которым Правительством Самарской области планируется заключить концессионное соглашение на реконструкцию объектов культурного наследия на средства инвестора[14][15].
- В апреле 2024 года здание особняка включалось в число семи объектов культурного наследия (ОКН) Самары претендующих на участие в пилотном проекте по восстановлению за счёт рыночных механизмов. Однако, ввиду высокой сложности реконструкции и очень высокой стоимостью реставрации — 2 млрд рублей в итоговый список на 2024 год особняк включён не был[16].
- В июне 2024 года врио губернатора Самарской области Вячеслав Федорищев вместе с представителями регионального отделения Всероссийского общества охраны памятников истории и культуры осмотрел памятник градостроительства и архитектуры на ул. Алексея Толстого, 3 в Самаре — особняк Субботина-Шихобалова. После осмотра Вячеслав Федорищев предложил выбрать особняк Субботина-Шихобалова в качестве первочередного объекта нуждающегося в реставрации с предположительными сроками восстановления — 3 года[17][18].